# Kuba az 1964. évi nyári olimpiai játékokon
Kuba a japán Tokióban megrendezett 1964. évi nyári olimpiai játékok egyik részt vevő nemzete volt. Az országot az olimpián 6 sportágban 27 sportoló képviselte, akik összesen 1 érmet szereztek.

## Érmesek
| Érem  | Versenyző         | Sportág  | Versenyszám |
| ----- | ----------------- | -------- | ----------- |
| Ezüst | Enrique Figuerola | Atlétika | Férfi 100 m |

## Atlétika
Férfi
| Versenyző         | Versenyszám | Előfutam | Előfutam | Előfutam | Negyeddöntő | Negyeddöntő | Negyeddöntő | Elődöntő | Elődöntő | Elődöntő | Döntő   | Döntő    |
| Versenyző         | Versenyszám | Idő      | Hely.    | Össz.    | Idő         | Hely.       | Össz.       | Idő      | Hely.    | Össz.    | Idő     | Helyezés |
| ----------------- | ----------- | -------- | -------- | -------- | ----------- | ----------- | ----------- | -------- | -------- | -------- | ------- | -------- |
| Enrique Figuerola | 100 m       | 10,50    | 1.       | 4.**     | 10,31       | 1.          | 1.          | 10,48    | 3.       | 10.      | 10,25   |          |
| Lázaro Betancourt | 110 m gát   | 14,67    | 2.       | 19.      |             |             |             | 14,23    | 6.       | 11.      | kiesett | kiesett  |

Női
| Versenyző        | Versenyszám | Előfutam | Előfutam | Előfutam | Negyeddöntő | Negyeddöntő | Negyeddöntő | Elődöntő | Elődöntő | Elődöntő | Döntő   | Döntő    |
| Versenyző        | Versenyszám | Idő      | Hely.    | Össz.    | Idő         | Hely.       | Össz.       | Idő      | Hely.    | Össz.    | Idő     | Helyezés |
| ---------------- | ----------- | -------- | -------- | -------- | ----------- | ----------- | ----------- | -------- | -------- | -------- | ------- | -------- |
| Miguelina Cobián | 100 m       | 11,67    | 2.       | 10.      | 11,5        | 3.          | 5.**        | 11,62    | 1.       | 4.       | 11,72   | 5.       |
| Miguelina Cobián | 200 m       | 23,89    | 1.       | 5.       |             |             |             | kizárták | kizárták | kizárták | kiesett | kiesett  |

* - két másik versenyzővel azonos időt ért el

** - négy másik versenyzővel azonos időt ért el

## Evezés
| Versenyző | Versenyszám      | Előfutam | Előfutam | Vigaszág         | Vigaszág         | Döntő   | Döntő   | Döntő   | Helyezés    |
| Versenyző | Versenyszám      | Idő      | Hely.    | Idő              | Hely.            | Típus   | Idő     | Hely.   | Helyezés    |
| --- | ---------------- | -------- | -------- | ---------------- | ---------------- | ------- | ------- | ------- | ----------- |
| Osvaldo Díaz Alfredo Hernández Gilberto Campbell Leovigildo Millan Roberto Ojeda (kormányos)                                                            | Kormányos négyes | 7:17,11  | 6.       | nem állt rajthoz | nem állt rajthoz | kiesett | kiesett | kiesett | helyezetlen |
| Osvaldo Díaz Gilberto Campbell Mario Tabio Ezequiel Montenegro Alfredo Hernández Leovigildo Millan Norge Marrero Segundo Mora Roberto Ojeda (kormányos) | Nyolcas          | 6:31,76  | 5.       | 6:27,29          | 4.               | kiesett | kiesett | kiesett | helyezetlen |

## Ökölvívás
| Versenyző        | Versenyszám  | Selejtező         | 32-es főtábla                   | Nyolcaddöntő                    | Negyeddöntő                                       | Elődöntő          | Döntő             | Helyezés |
| Versenyző        | Versenyszám  | Ellenfél Eredmény | Ellenfél Eredmény               | Ellenfél Eredmény               | Ellenfél Eredmény                                 | Ellenfél Eredmény | Ellenfél Eredmény | Helyezés |
| ---------------- | ------------ | ----------------- | ------------------------------- | ------------------------------- | ------------------------------------------------- | ----------------- | ----------------- | -------- |
| Rafael Carbonell | Légsúly      |                   | John McCafferty (IRL) · 0-5     | kiesett                         | kiesett                                           | kiesett           | kiesett           | 17.      |
| Fermin Espinosa  | Harmatsúly   |                   | William Booth (AUS) · RSC       | Arnulfo Torrevillas (PHI) · 4-1 | Csong Sindzso (Jeong Sin-jo) (KOR) · visszalépett | kiesett           | kiesett           | 5.       |
| Roberto Caminero | Pehelysúly   |                   | Constantin Crudu (ROU) · 1-4    | kiesett                         | kiesett                                           | kiesett           | kiesett           | 17.      |
| Bienvenido Hita  | Könnyűsúly   | erőnyerő          | James Dunne (GBR) · 1-4         | kiesett                         | kiesett                                           | kiesett           | kiesett           | 17.      |
| Félix Betancourt | Kisváltósúly | erőnyerő          | Fatah Ben Farj (MAR) · KO       | Jonekura Hódzsi (JPN) · 3-2     | Habib Galhia (TUN) · KO                           | kiesett           | kiesett           | 5.       |
| Virgilio Jiménez | Váltósúly    |                   | Felipe Pereyra (ARG) · kizárták | kiesett                         | kiesett                                           | kiesett           | kiesett           | 17.      |

## Súlyemelés
| Versenyző      | Versenyszám | Nyomás   | Nyomás   | Szakítás | Szakítás | Lökés    | Lökés    | Összesen | Helyezés |
| Versenyző      | Versenyszám | Eredmény | Helyezés | Eredmény | Helyezés | Eredmény | Helyezés | Összesen | Helyezés |
| -------------- | ----------- | -------- | -------- | -------- | -------- | -------- | -------- | -------- | -------- |
| Ernesto Varona | +90 kg      | 155,0    | 11.      | 130,0    | 13.      | 172,5    | 13.      | 457,5    | 15.      |

## Torna
Férfi
| Versenyző                                                                                     | Versenyszám      | Selejtező | Selejtező | Döntő    | Döntő    |
| Versenyző                                                                                     | Versenyszám      | Pontszám  | Helyezés  | Pontszám | Helyezés |
| --------------------------------------------------------------------------------------------- | ---------------- | --------- | --------- | -------- | -------- |
| Carlos García                                                                                 | Talaj            | 17,20     | 105.      | kiesett  | kiesett  |
| Carlos García                                                                                 | Ugrás            | 17,85     | 116.      | kiesett  | kiesett  |
| Carlos García                                                                                 | Korlát           | 17,65     | 99.       | kiesett  | kiesett  |
| Carlos García                                                                                 | Nyújtó           | 15,65     | 114.      | kiesett  | kiesett  |
| Carlos García                                                                                 | Gyűrű            | 17,35     | 89.       | kiesett  | kiesett  |
| Carlos García                                                                                 | Lólengés         | 13,15     | 120.      | kiesett  | kiesett  |
| Carlos García                                                                                 | Egyéni összetett |           |           | 98,85    | 114.     |
| Andrés González                                                                               | Talaj            | 17,85     | 84.       | kiesett  | kiesett  |
| Andrés González                                                                               | Ugrás            | 18,65     | 77.       | kiesett  | kiesett  |
| Andrés González                                                                               | Korlát           | 17,45     | 106.      | kiesett  | kiesett  |
| Andrés González                                                                               | Nyújtó           | 16,70     | 111.      | kiesett  | kiesett  |
| Andrés González                                                                               | Gyűrű            | 16,80     | 101.      | kiesett  | kiesett  |
| Andrés González                                                                               | Lólengés         | 16,90     | 99.       | kiesett  | kiesett  |
| Andrés González                                                                               | Egyéni összetett |           |           | 104,35   | 96.      |
| Pablo Luis Hernández                                                                          | Talaj            | 15,65     | 121.      | kiesett  | kiesett  |
| Pablo Luis Hernández                                                                          | Ugrás            | 17,85     | 116.      | kiesett  | kiesett  |
| Pablo Luis Hernández                                                                          | Korlát           | 17,05     | 113.      | kiesett  | kiesett  |
| Pablo Luis Hernández                                                                          | Nyújtó           | 17,15     | 101.      | kiesett  | kiesett  |
| Pablo Luis Hernández                                                                          | Gyűrű            | 16,55     | 106.      | kiesett  | kiesett  |
| Pablo Luis Hernández                                                                          | Lólengés         | 15,35     | 111.      | kiesett  | kiesett  |
| Pablo Luis Hernández                                                                          | Egyéni összetett |           |           | 99,60    | 109.     |
| Félix Padron                                                                                  | Talaj            | 17,90     | 80.       | kiesett  | kiesett  |
| Félix Padron                                                                                  | Ugrás            | 18,15     | 109.      | kiesett  | kiesett  |
| Félix Padron                                                                                  | Korlát           | 17,40     | 108.      | kiesett  | kiesett  |
| Félix Padron                                                                                  | Nyújtó           | 17,40     | 91.       | kiesett  | kiesett  |
| Félix Padron                                                                                  | Gyűrű            | 16,35     | 108.      | kiesett  | kiesett  |
| Félix Padron                                                                                  | Lólengés         | 16,85     | 101.      | kiesett  | kiesett  |
| Félix Padron                                                                                  | Egyéni összetett |           |           | 104,05   | 100.*    |
| Héctor Ramírez                                                                                | Talaj            | 18,50     | 41.       | kiesett  | kiesett  |
| Héctor Ramírez                                                                                | Ugrás            | 18,55     | 86.       | kiesett  | kiesett  |
| Héctor Ramírez                                                                                | Korlát           | 18,00     | 92.       | kiesett  | kiesett  |
| Héctor Ramírez                                                                                | Nyújtó           | 17,75     | 79.       | kiesett  | kiesett  |
| Héctor Ramírez                                                                                | Gyűrű            | 15,90     | 115.      | kiesett  | kiesett  |
| Héctor Ramírez                                                                                | Lólengés         | 15,60     | 109.      | kiesett  | kiesett  |
| Héctor Ramírez                                                                                | Egyéni összetett |           |           | 104,30   | 97.**    |
| Octavio Suárez                                                                                | Talaj            | 17,60     | 92.       | kiesett  | kiesett  |
| Octavio Suárez                                                                                | Ugrás            | 18,60     | 84.       | kiesett  | kiesett  |
| Octavio Suárez                                                                                | Korlát           | 17,90     | 95.       | kiesett  | kiesett  |
| Octavio Suárez                                                                                | Nyújtó           | 14,90     | 119.      | kiesett  | kiesett  |
| Octavio Suárez                                                                                | Gyűrű            | 17,50     | 81.       | kiesett  | kiesett  |
| Octavio Suárez                                                                                | Lólengés         | 17,80     | 80.       | kiesett  | kiesett  |
| Octavio Suárez                                                                                | Egyéni összetett |           |           | 104,30   | 97.**    |
| Carlos García Andrés González Pablo Luis Hernández Félix Padron Héctor Ramírez Octavio Suárez | Csapat összetett |           |           | 522,95   | 15.      |

* - egy másik versenyzővel azonos eredményt ért el

** - két másik versenyzővel azonos eredményt ért el

## Vívás
Férfi
| Versenyző         | Versenyszám  | Csoportkör | Csoportkör | Csoportkör | Csoportkör | Elődöntő          | Elődöntő          | Elődöntő          | Döntő             | Helyezés    |
| Versenyző         | Versenyszám  | 1. kör | 1. kör     | 2. kör | 2. kör     | 3. kör            | 4. kör            | 5. kör            | Döntő             | Helyezés    |
| Versenyző         | Versenyszám  | Ellenfél Eredmény | Hely.      | Ellenfél Eredmény | Hely.      | Ellenfél Eredmény | Ellenfél Eredmény | Ellenfél Eredmény | Ellenfél Eredmény | Helyezés    |
| ----------------- | ------------ | --- | ---------- | --- | ---------- | ----------------- | ----------------- | ----------------- | ----------------- | ----------- |
| Enrique Penabella | Tőr, egyéni  | B. csoport · Moustafa Soheim (RAU) · 2-5 · Ryszard Parulski (POL) · 4-5 · Ókava Heizaburó (JPN) · 1-5 · Mario Curletto (ITA) · 1-5 · Ivan Lund (AUS) · 5-4 | 5.         | kiesett | kiesett    | kiesett           | kiesett           | kiesett           | kiesett           | helyezetlen |
| Enrique Penabella | Kard, egyéni | G. csoport · Kovács Attila (HUN) · 2-5 · Claude Arabo (FRA) · 1-5 · Ralph Cooperman (GBR) · 4-5 · Yves Brasseur (BEL) · 5-4 · Juan Carlos Frecia (ARG) · 5-4 · Alexander Martonffy (AUS) · 3-5 · Rájátszás: · Yves Brasseur (BEL) · 5-4 · Alexander Martonffy (AUS) · 5-1 | 4.         | D. csoport · Emil Ochyra (POL) · 0-5 · Cesare Salvadori (ITA) · 1-5 · Tănase Mureșanu (ROU) · 4-5 · Hámori Jenő (USA) · 3-5 · Ralph Cooperman (GBR) · 3-5 · Ignacio Posada (COL) · 2-5 · Bakonyi Péter (HUN) · 5-3 | 8.         | kiesett           | kiesett           |                   | kiesett           | helyezetlen |

Női
| Versenyző        | Versenyszám | Csoportkör | Csoportkör | Csoportkör | Csoportkör | Elődöntő          | Elődöntő          | Döntő             | Helyezés    |
| Versenyző        | Versenyszám | 1. kör | 1. kör     | 2. kör | 2. kör     | 3. kör            | 4. kör            | Döntő             | Helyezés    |
| Versenyző        | Versenyszám | Ellenfél Eredmény | Hely.      | Ellenfél Eredmény | Hely.      | Ellenfél Eredmény | Ellenfél Eredmény | Ellenfél Eredmény | Helyezés    |
| ---------------- | ----------- | --- | ---------- | --- | ---------- | ----------------- | ----------------- | ----------------- | ----------- |
| Mireya Rodríguez | Tőr, egyéni | E. csoport · Mary Watts-Tobin (GBR) · 0-4 · Colette Flesch (LUX) · 4-3 · Janet Hopner (AUS) · 4-3 · Antonella Ragno (ITA) · 2-4 · Valentyina Rasztvorova (URS) · 0-4 · Patricia Skinner (NRH) · 4-0 | 4.         | A. csoport · Harriet King (USA) · 1-4 · Juhász Katalin (HUN) · 0-4 · Cathérine Rousselet-Ceretti (FRA) · 2-4 · Valentyina Prudszkova (URS) · 2-4 · Bruna Colombetti (ITA) · 4-2 | 6.         | kiesett           | kiesett           | kiesett           | helyezetlen |